# كريس براون (لاعب كرة قدم أمريكية أمريكي)
كريس براون (بالإنجليزية: Chris Brown) هو لاعب كرة قدم أمريكية أمريكي، ولد في 17 أبريل 1981 في وينفيلد في الولايات المتحدة.

## وصلات خارجية
- كريس براون على موقع مرجع كرة القدم المحترفة.كوم (الإنجليزية)